# Agroforstwirtschaft

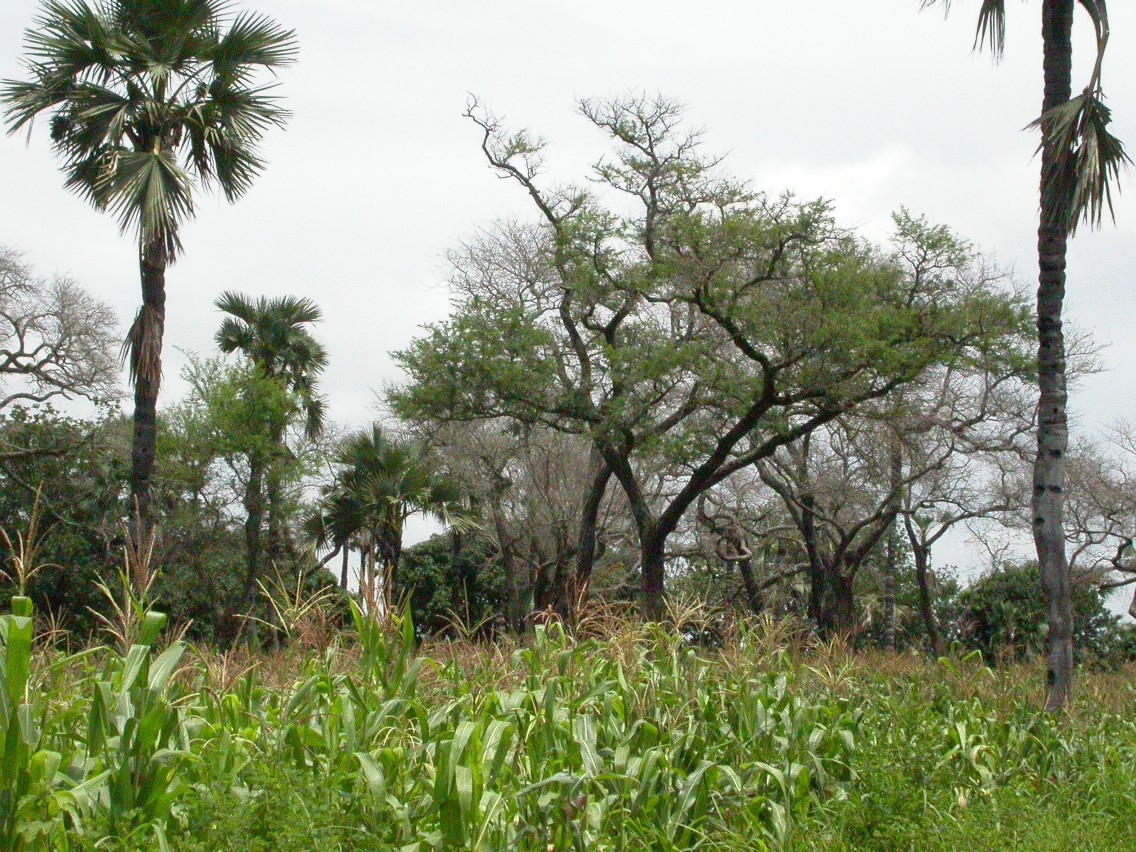
Kulturbaumpark mit Anabäumen und Borassus akeassii nahe Banfora in Burkina Faso (2004)

Agroforstwirtschaft (englisch agroforestry oder agroforesting) bezeichnet ein (teils mehrstöckiges) landwirtschaftliches Produktionssystem, das Elemente des Ackerbaus und der Tierhaltung mit solchen der Forstwirtschaft kombiniert.
Sowohl mehrjährige Bäume wie Obstbäume, Palmengewächse oder Nutzhölzer als auch einjährige landwirtschaftliche Nutzpflanzen werden auf derselben Fläche integriert.
Agroforstwirtschaftliche Systeme werden insbesondere in Gebieten, die natürlicherweise von tropischem Regenwald bewachsen sind, als ökologisch vorteilhaft gegenüber einer kompletten Rodung angesehen. Sie sind artenreich, stabilisieren den Wasserhaushalt und schützen den Boden vor Erosion und Degradation. Allerdings ist die Vermarktung der Produkte aufgrund ihrer Vielfalt und der eher geringen Erträge oft schwierig, was die Wirtschaftlichkeit solcher Systeme beeinträchtigt.

## Definition und Merkmale
Agroforstwirtschaft ist die bewusste Einbeziehung von Bäumen und Sträuchern in der Landwirtschaft. Dabei fokussiert sich die Landnutzung auf mehrjährige Holzpflanzen und landwirtschaftliche Nutzpflanzen oder Tiere.
Als wesentliches Kriterium für die Qualifizierung eines Landnutzungssystems als Agroforstsystem wird zumeist die gleichzeitige Nutzung einer Kombination von Gehölzen mit Acker- oder Tierhaltung und die hierdurch gezielte Erzeugung von für die landwirtschaftliche Produktion vorteilhaften Wechselwirkungen zwischen den Einzelkomponenten herangezogen.
Darüber hinaus werden Agroforstsysteme nach Nair (1985) entsprechend ihren Haupt-Komponenten unterteilt in:
- Silvoarable Systeme – Bäume mit Ackerkulturen
- Silvopastorale Systeme – Bäume mit Tierhaltung
- Agrosilvopastorale Systeme – Bäume mit Ackerkulturen und Tierhaltung

## Vorteile der Agroforstwirtschaft
- Verringerung des Nährstoffaustrags
- Lebensraum für Tiere (Nützlinge und Schädlinge; je größer die Artenvielfalt, desto weniger störanfällig ist ein Ökosystem häufig).
- Verringerung der Bodenerosion eines Feldes durch den Windwiderstand der Bäume (damit auch gleichzeitig Verdunstungsverringerung; mehr Wind in Bodennähe führt zu stärkerer Verdunstung).
- Zugleich erleichtern Bäume oder ihre Wurzeln das Eindringen von Wasser in den Boden und tragen so zur Verminderung der Wassererosion bei. Sie dienen außerdem der Überschwemmungsprävention, indem sie den Oberflächenabfluss nach Regenfällen minimieren, und können zur geringeren Gewässerverschmutzung durch landwirtschaftliche Düngemittel beitragen.
- Erhöhte Beschattung, was bei kombinierter Tierhaltung (Kombination von Weideland mit Bäumen) dem Schutz und dem Komfort der Tiere dient. Gleichzeitig wird durch den Schatten vor allem im Sommer auch der Boden kühl gehalten, was wiederum zu einer verringerten Verdunstung führt (erst bei größeren Bäumen möglich; wichtiger Faktor in trockenen Gebieten).
- Lieferung von kostenlosem Dünger (d. h. geringer oder kein Einkauf von Kunstdünger), da Bäume (je nach Art) mit ihren tief im Boden verankerten Wurzeln pflanzliche Nährstoffe nach oben befördern und nach dem Laubfall diese Nährstoffe wiederum an die oberste Bodenschicht und damit über Destruenten (Remineralisierer) an die dort wurzelnden Nutzpflanzen abgeben. Da zudem dieser natürliche Dünger für die Bodenfauna besser geeignet ist (wirkt anregend), wird diese gestärkt und sorgt ihrerseits wiederum für eine bessere Bodenqualität (Krümelstruktur).
- Kühlung im Sommer durch den Verdunstungseffekt über die Blätter des Baumes (wie oben entsteht der Effekt erst durch eine gewisse Baumgröße). Die Wurzeln sind auch in der Lage, aus tiefliegenden Wasserschichten Wasser nach oben zu befördern. Pflanzen werden dadurch vor allzu starkem Hitzestress geschützt (beispielsweise bei Extremereignissen wie der Hitzewelle in Europa 2003). Auch Bodenorganismen werden durch allzu große Hitze beeinträchtigt, was mittels Abkühlung verhindert werden kann.
- Bei Betrachtung des Lebenszyklus eines Baumes kann der Landwirt durch den Verkauf des Holzes (als Furnier-, Brenn- oder Bauholz) einen deutlich größeren Gewinn als bei einer reinen landwirtschaftlichen oder einer reinen forstwirtschaftlichen Nutzung erzielen.
- Bäume in Agroforstsystemen sind wesentlich leichter zugänglich als in Waldgebieten und können dadurch besser gepflegt und „geerntet“ werden.
- Da die Baumreihen relativ weit auseinanderstehen, erhalten diese Bäume wesentlich mehr Licht als innerhalb eines Waldgebietes. Zudem bestehen solche günstigen Wachstumsbedingungen, bis sie geerntet werden. Dadurch wachsen die Bäume sehr gleichmäßig, im Unterschied zur üblichen forstwirtschaftlichen Praxis, bei der Bäume regelmäßig aus einer Baumgemeinschaft entfernt werden, was zu Wachstumsschüben in den Nachbarbäumen führt. So entsteht in Bäumen aus Agroforstsystemen eine feine und gleichmäßige Maserung des Holzes, was nicht nur ihren Verkaufswert steigert, sondern gleichzeitig zu einer größeren Holzfestigkeit führt (höhere Bauholzqualität).
- Aufwertung des Landschaftsbildes, das vielgestaltiger wirkt als eintönige Monokulturflächen.
- Der Nährstoff-Kreislauf bleibt erhalten.
- Neben der Kohlenstoffspeicherung findet eine Rekultivierung der Böden und damit der Aufbau von Humus statt, der ebenfalls ein großes Potenzial für CO2-Bindung darstellt (Hüttl 2008).[8][9][10]

## Nachteile der Agroforstwirtschaft
- Die Vielzahl der Produkte bei jeweils verhältnismäßig kleinen Mengen erschwert die Vermarktung und erhöht somit die Transaktionskosten für die Produzenten.
- Landwirte müssen sich zusätzlich mit wesentlich mehr Themengebieten rund um die Aufzucht der Bäume beschäftigen oder weiterbilden (Aufzucht, Baumschnitt, Fälltechnik, Vermarktung). Was langfristig auch von Vorteil sein kann, da der Landwirt ein breiteres Wissen besitzt, mit dem er auf Veränderungen reagieren kann.
- Die Aufzucht der Bäume erhöht den Arbeitsaufwand pro Hektar Feldfläche und Jahr. Dazu zählt auch ein gesteigerter Rangieraufwand für die Erntemaschinen wegen der Bäume.

## Forschung in Europa
Ein Forschungsprogramm der Europäischen Union hat sich in den letzten Jahren auch für Europa mit der Möglichkeit der Kombination einjähriger Ackerkulturen und Baumkulturen (mit sehr langen Umtriebszeiten) beschäftigt. Die Forscher kamen zum Ergebnis, dass durch die Agroforstwirtschaft erhebliche Mehrerträge von bis zu 30 % realisiert werden können. Die Produktion einer mit einer Mischung aus Pappeln und Weizen kultivierten Fläche von einem Hektar entspricht der Produktion, die im getrennten Anbau nur bei einem Flächenverbrauch von 1,3 Hektar möglich würde (0,9 ha Weizen und zusätzlich 0,4 ha Pappeln). Erfolgreich wird dabei das kombinierte Agrarforstsystem beim gleichzeitigen Anbau von Stickstoff bindenden Gehölzpflanzen und Ackerpflanzen. Teilweise werden dabei die Bäume in Reihen gepflanzt (mit drei, vier oder auch zehn Meter Abstand); in den Zwischenräumen werden bei einem solchen Alley cropping die landwirtschaftlichen Nutzpflanzen angebaut.
Das World Agroforestry Centre wurde 1978 gegründet (damals International Centre for Research in Agroforestry: ICRAF), um Forschung und Informationsaustausch zum Thema Agroforstwirtschaft zu fördern. Es verfolgt das Ziel, zu Armutsreduzierung und Ernährungssicherung durch ökologisch angepasste Produktionsweisen beizutragen. Auch beim französischen Institut national de la recherche agronomique ist eine Forschungsgruppe angesiedelt. Im Vereinigten Königreich ist insbesondere der Agroforestry Research Trust und dessen Direktor Martin Crawford zu nennen. In Deutschland befinden sich Forschergruppen an der Albert-Ludwigs-Universität Freiburg, der Georg-August-Universität Göttingen und der TU Dresden.
Im Rahmen des Europäischen Landwirtschaftsfonds für die Entwicklung des ländlichen Raums (ELER) wird die Ersteinrichtung von Agrarforstsystemen auf landwirtschaftlichen Flächen gefördert.

## Deutscher Fachverband für Agroforstwirtschaft (DeFAF)
Um das Potential der Agroforstwirtschaft in Deutschland besser zu nutzen, wurde 2019 der Deutsche Fachverband für Agroforstwirtschaft e. V. als eingetragener Verein gegründet.
Der Verband sieht seine Aufgabe darin, die administrativen und politischen Rahmenbedingungen für die Agroforstwirtschaft in Deutschland zu verbessern. Als gemeinnütziger Verband möchte diese Organisation agroforstlich interessierte Akteure aus allen Lebensbereichen untereinander und mit Landwirten, Wissenschaftlern und Vertretern der Verwaltung und anderer Verbände vernetzen und über die Agroforstwirtschaft in Deutschland informieren. Die Arbeit des Verbandes ist an keine bestimmte landwirtschaftliche Bewirtschaftungsweise gebunden. Er unterstützt Agroforstwirtschaft sowohl in konventionell als auch in ökologisch wirtschaftenden Betrieben und ist offen für alle an Agroforstwirtschaft interessierten Personen.
Ein Ziel ist die Verankerung einer eindeutigen Definition für Agroforst in Gesetzen und die daraus resultierende Möglichkeit für Förderungsprogramme und Unterstützung durch den Bund.